# Libra de las Islas de Barlovento
La libra de las Islas de Barlovento o menos conocida como libra barloventeña era la unidad monetaria desde 1731 hasta 1761 que surgió en las Antillas Francesas de ese entonces, desde la isla de San Martín al norte hasta la isla de Granada al sur y que se conocen como las islas de Barlovento o islas del Viento (Îles du Vent, en francés), y surgió por carencia de monedas de la libra colonial franco-americana que paró su acuñación en 1722 y si bien se reselló en 1763, ya para esta fecha la gran mayoría de las islas habían pasado al poder de los británicos.
Dichas islas usurpadas a los franceses eran las islas de Barlovento del sur (British Windward Islands, en inglés), ya que las islas de Barlovento del norte desde Dominica hasta las Vírgenes son llamadas por los mismos islas de Sotavento (Leeward Islands, en inglés), y en este grupo quedaron en poder francés la parte nororiental de la isla de San Martín, San Bartolomé, Guadalupe y Martinica, que volverían a utilizar la libra colonial franco-americana.

## Historia
Los franceses se habían establecido en la mayoría de las pequeñas islas antillanas, en 1625 en los extremos noroeste y sudeste de la isla de San Cristóbal, en 1635 en Martinica, Guadalupe y la parte nororiental de la isla San Martín, en 1648 fueron colonizadas las islas de Marigalante, La Deseada y de Los Santos y también fueron anexionadas las pequeñas islas de Petite Terre (aunque pobladas recién en 1770), en 1649 en la de Granada con la anexión de las Granadinas del sur llamadas Carriacou (poblada recién en 1657) y Pequeña Martinica (poblada recién en 1700), en 1659 en la de San Bartolomé, en las islas Santa Lucía en 1674, en la de Dominica en 1690.
También ocuparon en las Antillas Mayores desde 1640 a 1654 y desde 1665 la adyacente isla de la Tortuga que desde 1655 dependía de la Colonia de Jamaica inglesa, y desde 1670 la parte occidental de la isla La Española que dependía de la Capitanía general de Santo Domingo del Imperio español, y por el tratado de Rijswijk de 1697, el rey español reconoció formalmente dicha colonia francesa que pasó a llamarse Saint-Domingue. En 1717 circularon en las islas de Barlovento francesas (Îles du Vent, en francés) las monedas coloniales de la libra de las Colonias Francesas americanas, pero en las islas San Vicente y las Granadinas cuando fueron colonizadas desde 1719.
Como dicha libra colonial se acuñó hasta 1722, con los años comenzarían a escasear, entonces se creó para todas las islas que en ese entonces estaban en poder de los franceses en las Antillas Menores —que eran de sur a norte, las islas Granada, San Vicente, las Granadinas, Santa Lucía, Martinica, Dominica, Marigalante, Guadalupe, San Bartolomé y el norte de San Martín— unas acuñaciones de monedas de plata de la libra de las Islas de Barlovento en 1731 y en 1732 con ceca de La Rochelle que se usaron hasta 1761, fecha de la ocupación británica.
En las islas ocupadas por los británicos, de manera separada y en distintos años, contramarcaron sobre reales españoles y brasileños. Además Guadalupe que había sido ocupada en 1759 fue devuelta a los franceses en 1763, y reselló en 1797 hasta 1810 (sin fecha impresa) un monograma RF (Republique Française) con valor de 3 sols con 9 deniers, en monedas de libra colonial francesa.

## Monedas
Las monedas de las Antillas Menores francesas fueron acuñadas en 1731 y 1732 pero circularon hasta 1759 en Guadalupe y hasta 1761 en el resto de las islas, porque fueron usurpadas por los británicos. La lista subsiguiente detalla cada una: 
- 6 sols o sous de plata (el valor no figura en la moneda) de 16 mm de diámetro, con años 1831 y 1832 de la ceca de La Rochelle; en anverso con rostro laureado de perfil derecho, encima de la marca de la ceca: H, orlado con la inscripción en latín abreviada y en mayúsculas: LUD . XV D . G . FR . ET NAV . REX (Luis XV, por la gracia de Dios, rey de Francia y Navarra), y en el reverso con palabras encolumnadas: ISLES DU VENT rodeado de tres flor de lis, estando la tercera sobre el año impreso.[4]
- 12 sols de plata (el valor no figura en la moneda) de 19 mm de diámetro, con años 1831 y 1832 de la ceca de La Rochelle; anverso y reverso semejantes a la anterior.[4]